# Bågskytte vid olympiska sommarspelen 2016
Bågskytte vid olympiska sommarspelen 2016 avgjordes mellan 6 och 12 augusti 2016 i Rio de Janeiro i Brasilien. Totalt fyra grenar avgjordes.

## Medaljsammanfattning
| Gren                             | Guld                                  | Silver                                             | Brons                                   |
| Damernas tävling Detaljer...     | Chang Hye-jin Sydkorea                | Lisa Unruh Tyskland                                | Ki Bo-bae Sydkorea                      |
| Damernas lagtävling Detaljer...  | Sydkorea                              | Ryssland                                           | Kinesiska Taipei                        |
| Damernas lagtävling Detaljer...  | Chang Hye-jin Choi Mi-sun Ki Bo-bae   | Tujana Dasjidorzjieva Ksenia Perova Inna Stepanova | Le Chien-ying Lin Shih-chia Tan Ya-ting |
| Herrarnas tävling Detaljer...    | Ku Bon-chan Sydkorea                  | Jean-Charles Valladont Frankrike                   | Brady Ellison USA                       |
| Herrarnas lagtävling Detaljer... | Sydkorea                              | USA                                                | Australien                              |
| Herrarnas lagtävling Detaljer... | Kim Woo-jin Ku Bon-chan Lee Seung-yun | Brady Ellison Zach Garrett Jake Kaminski           | Alec Potts Ryan Tyack Taylor Worth      |

Denna tabell: visa • redigera

## Medaljtabell
| Pl.    | Nation           | Guld | Silver | Brons | Totalt |
| ------ | ---------------- | ---- | ------ | ----- | ------ |
| 1      | Sydkorea         | 4    | 0      | 1     | 5      |
| 2      | USA              | 0    | 1      | 1     | 2      |
| 3      | Tyskland         | 0    | 1      | 0     | 1      |
| 3      | Frankrike        | 0    | 1      | 0     | 1      |
| 3      | Ryssland         | 0    | 1      | 0     | 1      |
| 6      | Australien       | 0    | 0      | 1     | 1      |
| 6      | Kinesiska Taipei | 0    | 0      | 1     | 1      |
| Totalt | Totalt           | 4    | 4      | 4     | 12     |

### Fotnoter
1. ↑  ”Bågskytte” (på engelska). Australiens olympiska kommitté. februari 2014. http://corporate.olympics.com.au/files/dmfile/Rio2016QualificationSystem-Archery.pdf. Läst 22 januari 2016.
2. ↑  Archery Women's Individual (engelska)
3. ↑  Archery Women Team (engelska)
4. ↑  Archery Men´s Individual (engelska)
5. ↑  Archery Men Team (engelska)